# Archidiecezja Porto Alegre
Archidiecezja Porto Alegre (łac. Archidioecesis Portalegrensis in Brasilia) – archidiecezja Kościoła rzymskokatolickiego w Brazylii. Należy do metropolii Porto Alegre wchodzi w skład regionu kościelnego Sul III. Została erygowana przez papieża Piusa IX bullą Ad oves Dominicas rite pascendas w dniu 7 maja 1848 jako diecezja São Pedro do Rio Grande do Sul. 
15 sierpnia 1910 papież Pius X utworzył metropolię Porto Alegre podnosząc diecezję do rangi archidiecezji.